# 1995 CD
1995 CD är en asteroid i huvudbältet som upptäcktes den 1 februari 1995 av den japanska astronomen Takao Kobayashi vid Ōizumi-observatoriet.
Asteroiden har en diameter på ungefär 7 kilometer.